# Kontrust
Kontrust je rakouská crossoverová hudební skupina založená v roce 2001 hudebníky ze skupiny Suicide Mission. Členové kapely jsou známí nošením krojů. Jejich texty jsou převážně v angličtině, i když do některých písní byly začleněny také slovanské a další germánské jazyky.
V roce 2006 skupina vyhrála cenu Austrian Newcomer Award, vytvořila první videoklip k písni "Phono sapiens" a hrála na freeride a snowcross soutěžích Vertical Extreme.
Jejich druhé album Time To Tango bylo vydáno 19. června 2009 v Rakousku. Prvním singlem alba se stala skladba "Smash Song". Další singl "Bomba" se stal nejstahovanější písní na nizozemském iTunes Store. O dva roky později vyšla polská verze Czas na tango.
V roce 2010 byli oceněni cenou Amadeus Austrian Music Award v kategorii Hard & Heavy. V roce 2011 hráli Przystanek Woodstock před 300 000 díváky, což byl podle oficiálních informací nejnavštěvovanější koncert rakouského umělce vůbec.
Třetí album Second Hand Wonderland, vydané v roce 2012, se na dva týdny umístilo na 25. místě v rakouské hudební hitparádě. Video k singlu "Hey DJ!" dosáhlo milionu zhlédnutí na YouTube. Kapela v roce 2013 získala svou již druhou nominaci na Amadeus Austrian Music Award.
10. listopadu 2014 kapela vydala své čtvrté studiové album s názvem Explositive.

## Diskografie
Studiová alba
- We!come Home (2005)
- Time To Tango (2009)
- Second Hand Wonderland (2012)
- Explositive (2014)
- Madworld (2023)